# Jesús Miguel Rollán
Jesús Miguel Rollán Prada (* 4. April 1968 in Madrid; † 11. März 2006 in La Garriga, Provinz Barcelona) war ein spanischer Wasserballspieler. Er galt als einer der besten Torhüter aller Zeiten. Als Mitglied der spanischen Nationalmannschaft wurde er zweifacher Weltmeister und 1996 in Atlanta Olympiasieger.
Rollán nahm zwischen 1988 und 2004 an insgesamt fünf Olympischen Spielen teil. 1992 gewann er mit der spanischen Nationalmannschaft in Barcelona die Silbermedaille, das so genannte Dream Team wurde bei den Olympischen Spielen in Atlanta Olympiasieger. Mitte der 1990er Jahre stieg das Team mit Rollán im Tor zur besten Mannschaft der Welt auf. Bei den Schwimmweltmeisterschaften 1998 und 2001 holten die Spanier den Weltmeistertitel. 2004 erklärte Rollán seinen Rücktritt vom aktiven Leistungssport.
Am 11. März 2006 verstarb Rollán, nachdem er sich von einer Terrasse des Schwimmbads in La Garriga auf die Straße gestürzt hatte. Er war wegen Depressionen in Behandlung, das spanische Olympische Komitee hatte die Kosten für die Behandlung getragen. Er hinterließ seine Ehefrau Leticia und eine Tochter.
2012 wurde er in die International Swimming Hall of Fame aufgenommen.